# Форнуш-де-Алгодреш
Фо́рнуш-де-Алго́дреш (порт. Fornos de Algodres; МФА: [ˈfoɾ.nuʒ dɨ aɫ.ˈgo.dɾɨʃ], Форнуж-ди-Алгодриш) — муніципалітет і містечко в Португалії, в окрузі Гуарда. Розташований у східній частині країни, на теренах історичної португальської провінції Бейра. Належить до Гуардської діоцезії Католицької церкви в Португалії.  Поділяється на 12 парафій. За адміністративним поділом, чинним до 1976 року, був складовою провінції Верхня Бейра. Площа муніципалітету — 131,45 км², населення муніципалітету — 4989 ос. (2011); густота населення — 37,95 осіб/км²
. Патрон — святий Михаїл. Святковий день муніципалітету — 29 вересня. Поштовий індекс — 6370.  Код місцевої адміністративної одиниці — 0905. Складова статистичного регіону Центр.

## Назва
- Форнуш-де-Алгодреш (порт. Fornos de Algodres, стара орфографія: порт. Fornos d'Algodres)

## Географія
Форнуш-де-Алгодреш розташований в центрі Португалії, на південному заході округу Гуарда.
Форнуш-де-Алгодреш межує на північному заході — з муніципалітетом Агіар-да-Бейра, на північному сході — з муніципалітетом Транкозу, 
на сході — з муніципалітетом Селоріку-да-Бейра, на півдні — з муніципалітетом Говея, на заході — з муніципалітетами Мангуалде і Пеналва-ду-Каштелу.

## Історія
1200 року португальський король Саншу I надав Форнушу форал, яким визнав за поселенням статус містечка та муніципальні самоврядні права.

## Населення
| Кількість мешканців | Кількість мешканців | Кількість мешканців | Кількість мешканців | Кількість мешканців | Кількість мешканців | Кількість мешканців | Кількість мешканців | Кількість мешканців | Кількість мешканців | Кількість мешканців | Кількість мешканців | Кількість мешканців | Кількість мешканців | Кількість мешканців |
| ------------------- | ------------------- | ------------------- | ------------------- | ------------------- | ------------------- | ------------------- | ------------------- | ------------------- | ------------------- | ------------------- | ------------------- | ------------------- | ------------------- | ------------------- |
| 1864                | 1878                | 1890                | 1900                | 1911                | 1920                | 1930                | 1940                | 1950                | 1960                | 1970                | 1981                | 1991                | 2001                | 2011                |
| 8 304               | 9 259               | 9 477               | 10 147              | 9 953               | 9 657               | 9 730               | 10 507              | 10 645              | 9 035               | 6 925               | 6 594               | 6 270               | 5 629               | 4 989               |